# Lugy
Lugy ist eine französische Gemeinde mit 138 Einwohnern (Stand 1. Januar 2022) im Département Pas-de-Calais in der Region Hauts-de-France. Sie gehört zum Arrondissement Montreuil und zum Gemeindeverband Haut Pays du Montreuillois.

## Lage
Die Gemeinde Lugy liegt im Artois etwa 50 Kilometer nordwestlich von Arras im Quellgebiet der 'Leie, 25 Kilometer ostnordöstlich von Montreuil-sur-Mer. Nachbargemeinden von Lugy sind Hézecques im Norden und Nordosten, Verchin im Südosten und Süden, Fruges im Süden und Westen sowie Senlis im Nordwesten.

## Bevölkerungsentwicklung
| Jahr                       | 1962 | 1968 | 1975 | 1982 | 1990 | 1999 | 2006 | 2014 | 2022 |
| -------------------------- | ---- | ---- | ---- | ---- | ---- | ---- | ---- | ---- | ---- |
| Einwohner                  | 142  | 135  | 127  | 96   | 110  | 110  | 133  | 142  | 138  |
| Quellen: Cassini und INSEE |      |      |      |      |      |      |      |      |      |

## Sehenswürdigkeiten
- Kirche Saint-Pierre aus dem 19. Jahrhundert
- Wassermühle

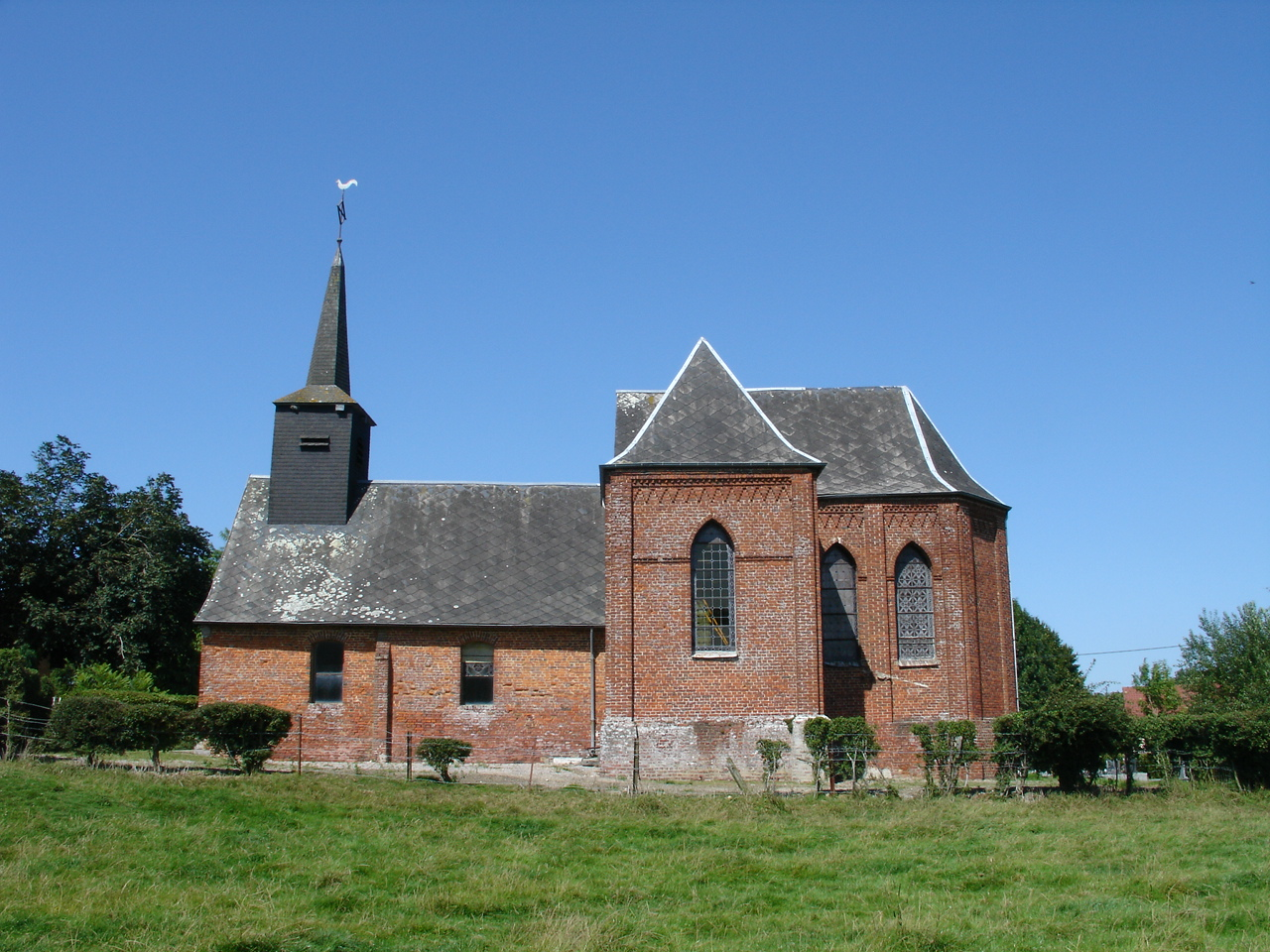
Kirche Saint-Pierre
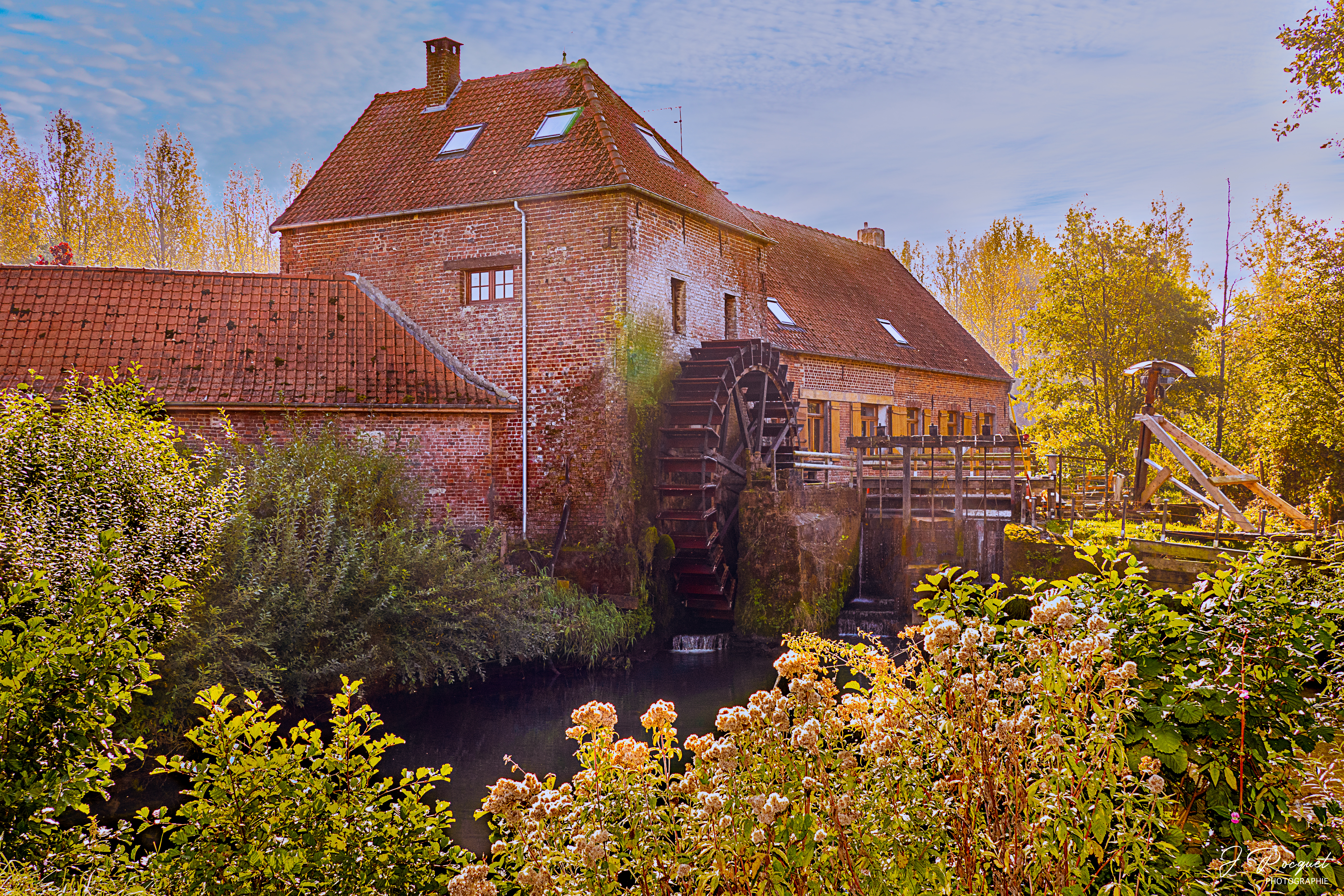
Wassermühle